# Igor' Aronovič Gostev
Igor' Aronovič Gostev (Mosca, 15 maggio 1925 – Mosca, 25 marzo 1994) è stato un regista sovietico.

## Filmografia parziale

### Regista
- Mečenyj atom (1972)
- Front bez flangov (1975)
- Front za liniej fronta (1977)
- Front v tylu vraga (1981)
- Bespredel (1989)
- Serye volki (1993)